# Белая сова
Бе́лая сова́, или поля́рная сова́, или бе́лая поля́рная сова́ (лат. Bubo scandiacus, Nyctea scandiaca), — вид птиц из семейства совиных, который обитает в арктических регионах Северной Америки и Палеарктики, размножается в основном в тундре. На зиму полярная сова откочевывает до зоны степей.
Белая сова — один из крупнейших представителей отряда совообразных; самки крупнее самцов и могут достигать 70 см в длину (по неподтверждённым данным до 75 см) при размахе крыльев до 180 см, самцы же достигают в длину до 65 см, а размах их крыльев составляет 120—160 см. Масса тела самок до 2,5 кг, а самцов до 1,8 килограммов.
Белая сова — единственная сова с полностью или почти полностью белым оперением. При этом, окраска у самцов светлее, чем у самок. У них гораздо чаще встречаются обширные пятна темно-коричневого цвета. У молодых самцов тоже есть тёмные отметины, из-за которых их оперение напоминает оперение самок, однако, после достижения половой зрелости, их оперение обычно становится белее.
Большинство совообразных охотятся ночью, но полярная сова часто активна днем, особенно в летнее время. Белая сова является одновременно и видом-генералистом, и видом-специалистом. Полярная сова — кочевая птица, редко размножающаяся в одних и тех же местах или с одними и теми же партнёрами. При недостатке кормов часто не размножается вообще.
Исторических сведений о численности полярной совы мало. Однако, судя по последним данным, её численность стремительно сокращается. Когда-то численность глобальной популяции оценивалась в более чем 200 000 особей, но последние данные свидетельствуют о том, что в мире насчитывается, вероятно, менее 100 000 особей, а количество успешно размножающихся пар составляет 28 000 или даже значительно меньше. Хотя причины снижения численности белой совы недостаточно понятны, вероятно, оно вызвано многочисленными сложными факторами окружающей среды, часто связанными с глобальным потеплением.
Раньше вид включали в отдельный род Nyctea Stephens, 1826. В настоящий момент среди специалистов преобладает мнение, что вид входит в род Bubo (Филины). Однако в списке птиц РФ 2006 года (авторы Коблик Е. А., Редькин Я. А., Архипов В. Ю.) белая сова отнесена к роду Nyctea.

## Таксономия
Белая сова была одним из многих видов птиц, первоначально описанных Карлом Линнеем в его знаковом 10-м издании Systema Naturae 1758 года, где она получила биномиальное название Strix scandiaca. Название рода Bubo на латыни означает «Филин», а scandiacus — на новой латыни — "скандинавский". Прежнее название рода Nyctea происходит от греческого слова, означающего «ночная", "ночница». Первоначально Линней описал различные типы оперения этой совы как отдельные виды, при этом самцы белых сов считались Strix scandiaca, самки — Strix nyctea. До недавнего времени полярная сова считалась единственным видом рода Nyctea и называлась Nyctea scandiaca, но данные о последовательности цитохрома b мтДНК показывают, что она очень близко родственна филинам из рода Bubo, и поэтому вид теперь часто относят к этому роду. Такой точки зрения придерживается Международный союз орнитологов. Однако, некоторые учёные оспаривают эту классификацию, по-прежнему выделяя вид в отдельный род Nyctea.

Гравюра «», пластина 121 из «Птиц Америки» Джона Джеймса Одюбона. Самец (вверху) и самка (внизу)

Генетическое исследование выявило достаточно хороший генетический состав[прояснить] полярных сов, который примерно на 8% отличается от других сов рода филинов, что, возможно, подтверждает мнение тех, кто считает этот вид отдельным родом Nyctea. Тем не менее, довольно недавнее общее происхождение в истории эволюции было проиллюстрировано с помощью комбинации генетических исследований и обзора окаменелостей, а также остеологии предплюсны, чтобы прямо отличить белую сову от других современных видов, таких как филин (Bubo bubo). Генетическое исследование показало, что полярная сова могла отделиться от родственных видов около 4 миллионов лет назад. Кроме того, было установлено, что современный вид, наиболее близко родственный белой полярной сове, — это виргинский филин (Bubo virginianus). В более широком анализе с помощью молекулярной филогенетики было определено, что совы в целом представляют собой весьма обособленную группу, при этом внешне и физиологически похожие группы, такие как козодоеобразные, вовсе не являются их близкими родственниками. В отряде сов совиные (настоящие совы) сильно отличаются от сипух. Кроме того, род Bubo, вероятно, в какой-то момент эволюционного процесса сгруппировался с другими крупными совами, такими как Strix, Pulsatrix, на основании большого сходства в их голосе, репродуктивном поведении. Некоторые, но не все, существующие совы, по-видимому, произошли от древнего общего предка с совами рода филинов. В дополнение к вопросу о родстве филинов к полярным совам, сохраняющаяся неопределенность в генетических отношениях с другими совами такого же крупного размера остается неизменной. Иногда они либо включались в род, либо в отдельные роды, например, рыбные совы. Несмотря на биологические внешние различия, группа этих крупных сов (то есть филинов и рыбных сов) подтверждается исследованием кариотипов генома.
История окаменелостей белых сов довольно хорошо задокументирована, несмотря на некоторую раннюю путаницу в том, как отличить структуру скелета белых сов от филинов. Было установлено, что полярная сова когда-то была распространена гораздо шире и дальше на юг во время четвертичного оледенения, когда большая часть Северного полушария находилась в разгаре ледникового периода. Ископаемые остатки показывают, что белых сов когда-то можно было найти в Австрии, Азербайджане, Чехословакии, Англии, Франции, Германии, Венгрии, Италии, Польше, Сардинии и Испании, а также в Северной и Южной Америке на мысе Принца Уэльского, Острове Литл-Киска, острове Св. Лаврентия и Иллинойсе. В позднем плейстоцене ареал еще больше расширился на юг до Болгарии (80 000-16 000 лет назад, пещера Козарника, Западная Болгария), и на большую часть итальянского полуострова. Окаменелость эпохи плейстоцена из Франции, то есть B. s. gallica, показала, что белые совы того времени были несколько крупнее (хотя все же заметно меньше, чем современные филины). У современных белых сов нет подвидов или других географических вариаций, при этом особи совершенно разного происхождения легко размножаются вместе из-за их кочевых привычек. Несмотря на очевидные различия в размерах тела, определяющим фактором являются условия окружающей среды, а не генетика. При исследовании не было обнаружено никаких доказательств филогеографических вариаций у белых сов. Кроме того, полярная сова, по-видимому, имеет аналогичный уровень генетического разнообразия, как и другие европейские совы.
Неизвестно, скрещиваются ли белые совы с другими видами сов в дикой природе, и, соответственно, гибридов белых сов и других видов сов в дикой природе еще не наблюдалось. Однако в 2013 году сокольник-любитель из Кольнбурга, Германия, вывел гибриды самца белой совы и самки филина (Bubo bubo). Два получившихся самца-гибрида совы обладали выступающими пучками на ушах (обычно отсутствующими у полярных сов), одинаковый размер филина, оранжевые глаза и тот же рисунок черных отметин на их оперении от их матери-филина, при сохранении в целом черно-белых цветов оперения от их отца-полярной совы. Гибриды получили название «Schnuhus» от немецких слов, обозначающих полярную сову и евразийского филина (Schnee-Eule и Uhu соответственно). По состоянию на 2014 год гибриды достигли зрелости и были здоровы. .

## Описание
Белая сова — самая крупная птица из отряда совообразных в тундре. Голова круглая, радужка глаза ярко-жёлтая. Самки крупнее самцов. Длина тела самца может достигать 55—65 см, масса — 2—2,5 кг, самки, соответственно, 70 см и 3 кг. Размах крыльев составляет в среднем 142—166 см. Окраска покровительственная: для взрослых птиц характерно белое оперение с тёмными поперечными пестринами. Белое оперение полярной совы маскирует её на фоне снега. У самок и молодых птиц пестрин больше, чем у самцов. Птенцы коричневого цвета. Клюв чёрный, почти до конца покрыт перьями-щетинками. Оперение ног похоже на шерсть, образует «космы».

### Размер

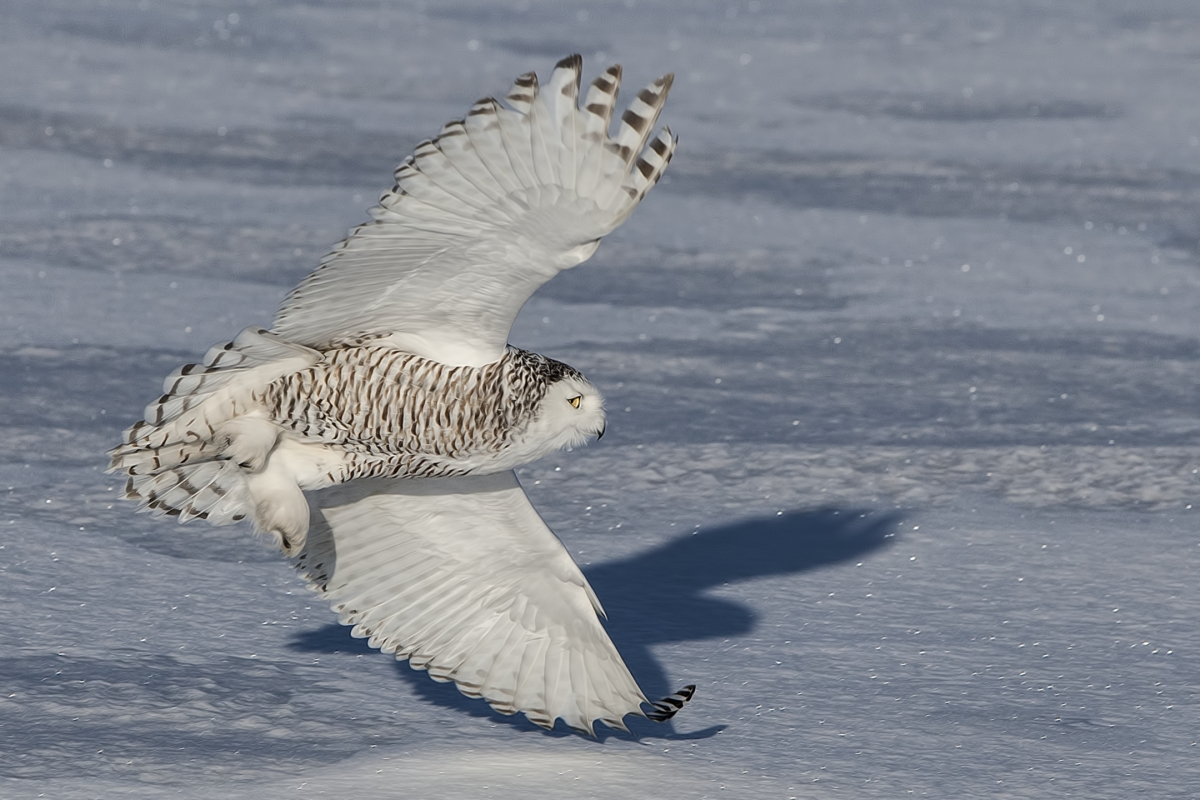
Сова в полёте

Снежная сова — очень крупная сова. Это крупнейший птичий хищник Высокой Арктики и одна из крупнейших сов в мире. Снежные совы занимают в среднем шестое или седьмое место среди сов по весу среди ныне живущих, примерно пятое по длине и, возможно, третье по размаху крыльев. Этот вид является самой тяжелой и самой длинной крылатой совой (а также второй по длине) в Северной Америке, второй по величине и самой большой совой по длине крыла в Европе (и третьей по длине). 3-4 других вида в Азии могут быть крупнее белой совы. Несмотря на то, что полярная сова иногда описывается как имеющая схожий размер, она несколько крупнее, чем виргинский филин, в то время как таежная бородатая неясыть (Strix nebulosa) имеет аналогичные размеры и большую общую длину, но имеет более короткие крылья и гораздо менее тяжелая, чем полярная сова. В Евразии обыкновенный филин крупнее по всем стандартам измерений, чем полярная сова, не говоря уже о двух дополнительных видах из Африки и Азии, которые в среднем немного или значительно тяжелее, чем полярная сова. Как и большинство хищных птиц, полярная сова демонстрирует обратный половой диморфизм по сравнению с большинством нехищных птиц в том, что самки крупнее самцов. Половой диморфизм, который благоприятствует самке, может иметь некоторую корреляцию со способностью более эффективно противостоять нехватке пищи, например, во время насиживания, а также суровости, связанной с насиживанием и выращиванием. Самки иногда описываются как «гигантские», тогда как самцы кажутся относительно «аккуратными и компактными». Однако половой диморфизм относительно менее выражен по сравнению с некоторыми другими видами филинов.

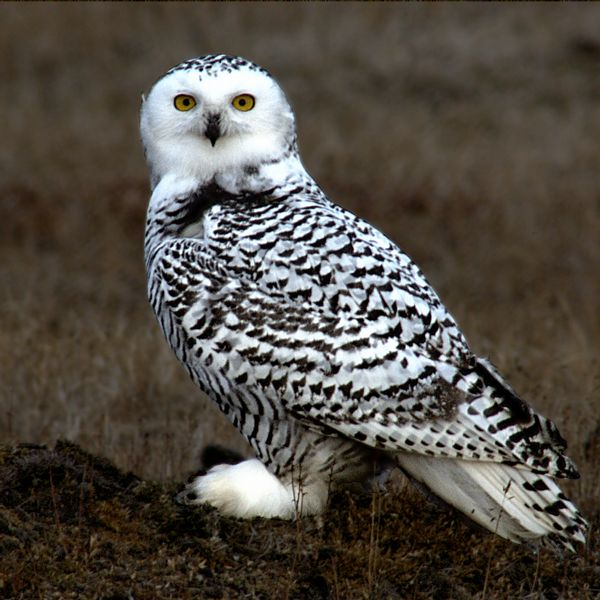
Небольшая молодая самка

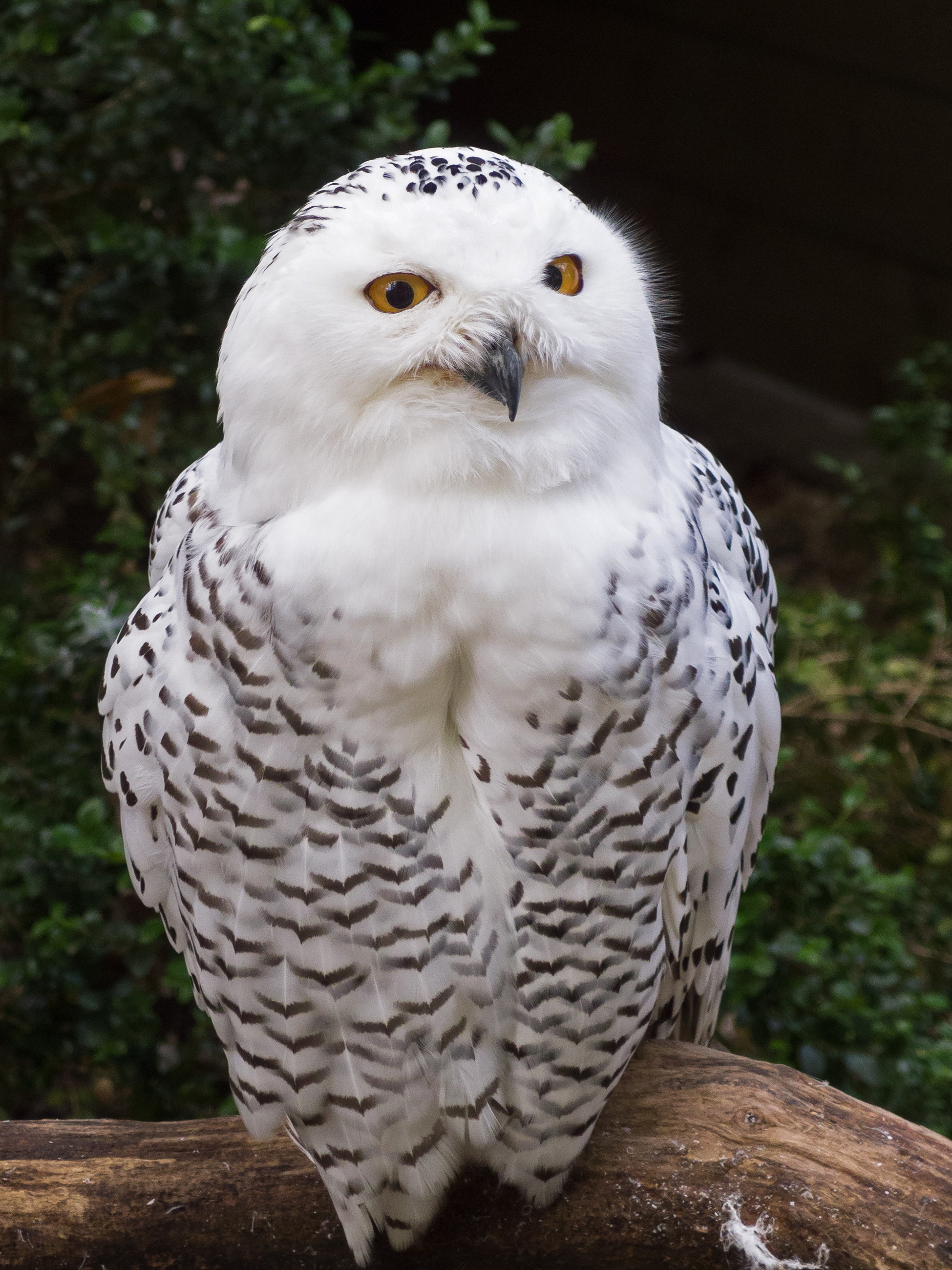
Крупная самка

Известно, что общая длина самцов полярных сов составляет от 52,5 до 64 см (от 20,7 до 25,2 дюйма), в среднем по четырем крупным образцам 58,7 см (23,1 дюйма), а максимальная длина, возможно, нуждается в проверке: сообщается, что она может достигать 70,7 см (27,8 дюйма). Размах крыльев самцов может варьироваться от 116 до 165,6 см (от 3 футов 10 дюймов до 5 футов 5 дюймов), в среднем 146,6 см (4 фута 10 дюймов). У самок общая длина тела колеблется от 54 до 71 см (от 21 до 28 дюймов), в среднем 63,7 см (25,1 дюйма) и непроверенная максимальная длина возможно, составляет 76,7 см (30,2 дюйма) (если это так, у них будет вторая по величине максимальная длина среди всех ныне живущих сов после большой бородатой неясыти, а, возможно, даже крупнее). Сообщается, что размах крыльев самок составляет от 146 до 183 см (от 4 футов 9 дюймов до 6 футов 0 дюймов), в среднем 159 см (5 футов 3 дюйма). Несмотря на одно исследование, в котором утверждалось, что у полярной совы была самая высокая нагрузка на крыло (то есть в граммах на квадратный сантиметр площади крыла) среди всех 15 хорошо известных видов сов, более обширная выборка наглядно продемонстрировала, что нагрузка на крыло белых сов заметно ниже, чем у евразийского орла и виргинского филина. Масса тела у самцов может составлять в среднем от 1465 до 1808,3 г (от 3,230 до 3,987 фунта), в среднем 1658,2 г (3,656 фунта) и полный диапазон веса от 1300 до 2500 г (от 2,9 до 5,5 фунта) из шести источников. Масса тела у самок может составлять в среднем от 1706,7 до 2426 г (от 3,763 до 5,348 фунта), в среднем 2101,8 г (4,634 фунта) и полный диапазон веса от 1330 до 2951 г (от 2,932 до 6,506 фунта). Более крупный, чем вышеупомянутые исследования массы тела, объединенный набор данных по массе в шести местах зимовки в Северной Америке показал, что 995 самцов в среднем весили 1636 г (3,607 фунта), а 1189 самок — в среднем 2109 г (4,650 фунта). Зарегистрированный вес до 710 г (1,57 фунта) для самцов и от 780 до 1185 г (от 1,720 до 2,612 фунтов) для самок, вероятно, относится к совам в состоянии голодания. Известно, что такие истощенные птицы сильно ослаблены, и смерть от голода, вероятно, нередка зимой без пищи.
Средняя ширина крыла самцов может варьироваться от 351 до 439 мм (от 13,8 до 17,3 дюйма), в среднем от 380,1 до 412 мм (от 14,96 до 16,22 дюйма) со средним значением 402,8 мм (15,86 дюйма). Хорда крыла самок может варьироваться от 380 до 477,3 мм (от 14,96 до 18,79 дюйма), в среднем от 416,2 до 445 мм (от 16,39 до 17,52 дюйма) с в среднем 435,5 мм (17,15 дюйма). Длина хвоста самцов может варьироваться в среднем от 209,6 до 235,4 мм (от 8,25 до 9,27 дюйма), с полным диапазоном от 188 до 261 мм (от 7,4 до 10,3 дюйма) и средним значением 227 мм (8,9 дюйма). Длина хвоста самок может составлять в среднем от 228,5 до 254,4 мм (от 9,00 до 10,02 дюйма), с полным диапазоном от 205 до 288 мм (от 8,1 до 11,3 дюйма) и в среднем 244,4 мм (9,62 дюйма). Данные показывают, что в среднем в российских данных сообщалось о несколько большей длине ширина крыла и хвоста, чем в американских исследованиях, однако веса существенно не отличались в двух регионах. Менее широко применяемые измерения включают измерения клюва, который может иметь размеры от 24,6 до 29 мм (от 0,97 до 1,14 дюйма) со средним значением 26,3 мм (1,04 дюйма) у самцов и 27,9 мм (1,10 дюйма) у самок, а общая длина клюва составляет от 25 до 42 мм . (от 0,98 до 1,65 дюйма), в среднем у обоих полов 35,6 мм (1,40 дюйма). Длина предплюсны у самцов в среднем составляет около 63,6 мм (2,50 дюйма) с диапазоном от 53 до 72 мм (2,1-2,8 дюйма) и в среднем составляет около 66 мм (2,6 дюйма) с диапазоном от 54 до 75 мм (от 2,1 до 3,0 дюйма) у самок.

### Внешний вид

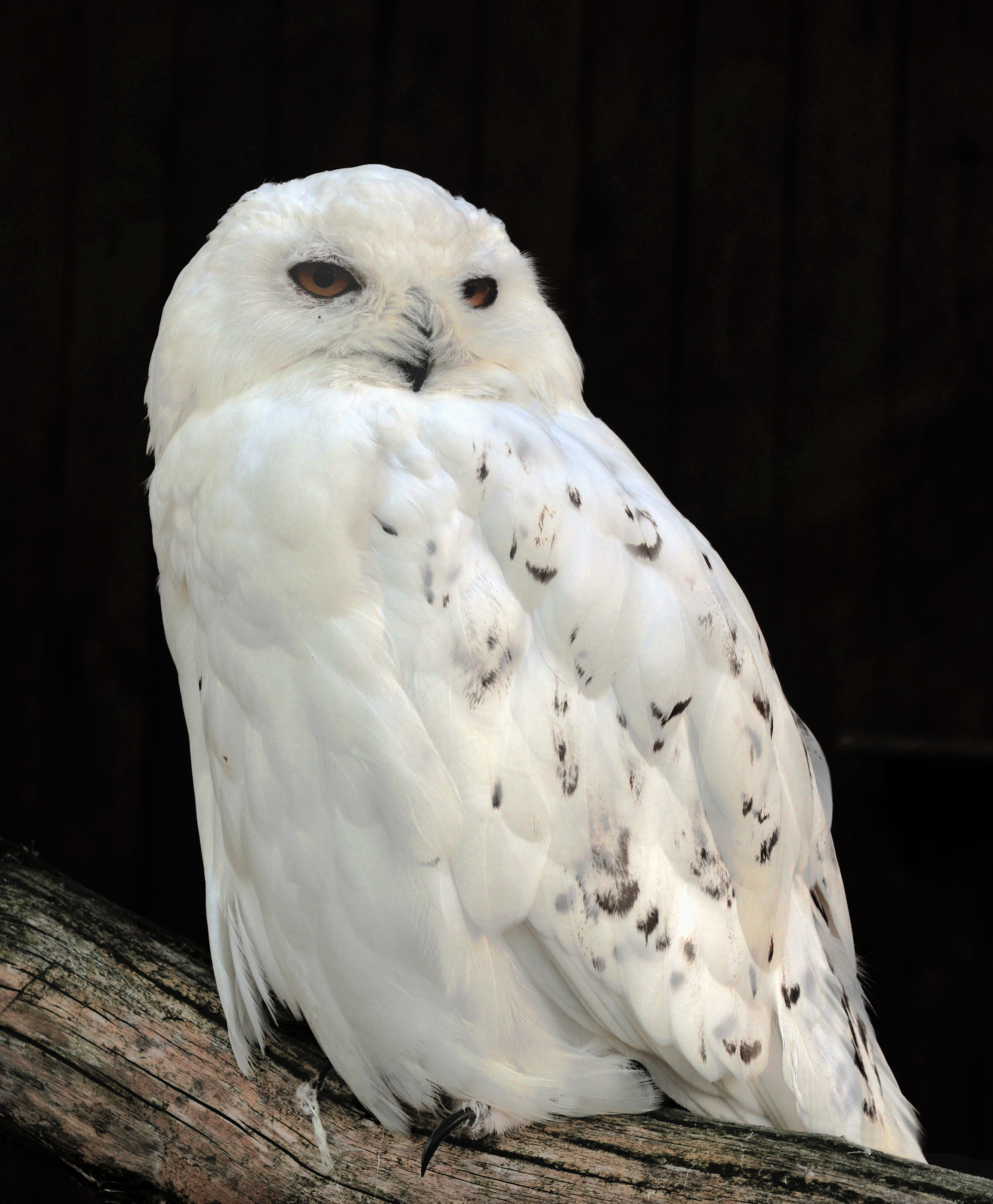
Взрослый самец

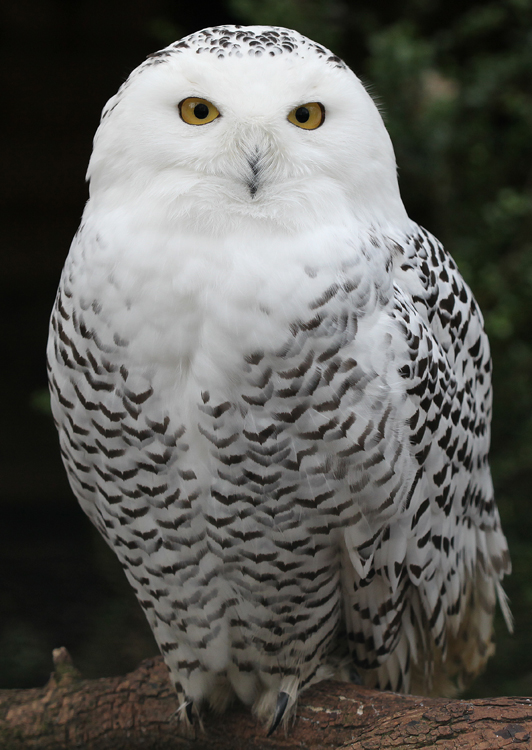
Взрослая самка

Белая сова в основном белая. Они более белые, чем хищные млекопитающие, такие как белые медведи (Ursus maritimus) и песцы (Vulpes lagopus). Часто, когда их видят в поле, эти совы могут напоминать бледную скалу или комок снега на земле. Обычно издалека кажется, что у них отсутствуют кисточки на ушах, но очень короткие (и, вероятно, рудиментарные) кисточки могут быть подняты в некоторых ситуациях, возможно, чаще всего самкой, когда она сидит в гнезде. Ушные пучки имеют размер от 20 до 25 мм (от 0,79 до 0,98 дюйма) и состоят примерно из 10 маленьких перьев. У полярной совы ярко-желтые глаза. Голова относительно небольшая, и даже для относительно простого слухового аппарата филина лицевой диск неглубокий, а строение уха несложное. У одного самца прорези для ушей составляли всего 21 мм × 14 мм (0,83 дюйма × 0,55 дюйма) слева и 21 мм × 14,5 мм (0,83 дюйма × 0,57 дюйма) справа.

Самки почти всегда имеют более темный рисунок, чем самцы того же возраста. У зрелых самцов верхняя часть тела однотонно белая, обычно с несколькими темными пятнами на миниатюрных ушных пучках, вокруг головы и на кончиках некоторых первичных и вторичных маховых, в то время как нижняя сторона часто чисто белая. Несмотря на их «репутацию» чисто белых, только 3 из 129 российских экземпляров в зоопарках взрослых самцов демонстрировали почти полное отсутствие более темных пятен. Взрослая самка обычно значительно более пятнистая и часто имеет слегка темно-коричневые полосы на макушке и нижней части тела. Ее маховые и рулевые перья имеют коричневую полоску со слабой полосой, а нижняя часть тела белого цвета с коричневыми пятнами и полосами на боках и верхней части груди. У белых сов со смешанным оперением пол можно определить по форме отметин на крыльях, которые чаще проявляются в виде полос у самок и пятен у самцов. Тем не менее, самые темные самцы и самые светлые самки почти неразличимы по оперению. В редких случаях самка может казаться почти чисто белой, что было зарегистрировано как в полевых условиях, так и в неволе. Есть определенные свидетельства того, что некоторые особи бледнеют с возрастом после достижения половой зрелости. Выводы одного исследования заключались в том, что самцы обычно, но не всегда, были светлее, и что правильное старение чрезвычайно сложно, иногда птицы либо становятся светлее, темнее или не меняют свой внешний вид с возрастом. С другой стороны, при внимательном изучении можно визуально идентифицировать даже отдельных белых сов по рисунку отметин на крыле, который может быть несколько уникальным у каждой особи. После свежей линьки, у некоторых взрослых самок, которые ранее казались относительно бледными, появлялись темные отметины. Напротив, у некоторых окольцованных особей в течение как минимум четырех лет было замечено, что степень их отметин почти совсем не изменилась. У другой очень бледной совы, сипухи (Tyto alba), половой диморфизм пятнистости, по-видимому, обусловлен генетикой, в то время как у белых сов вместо этого диктующим фактором может быть окружающая среда.

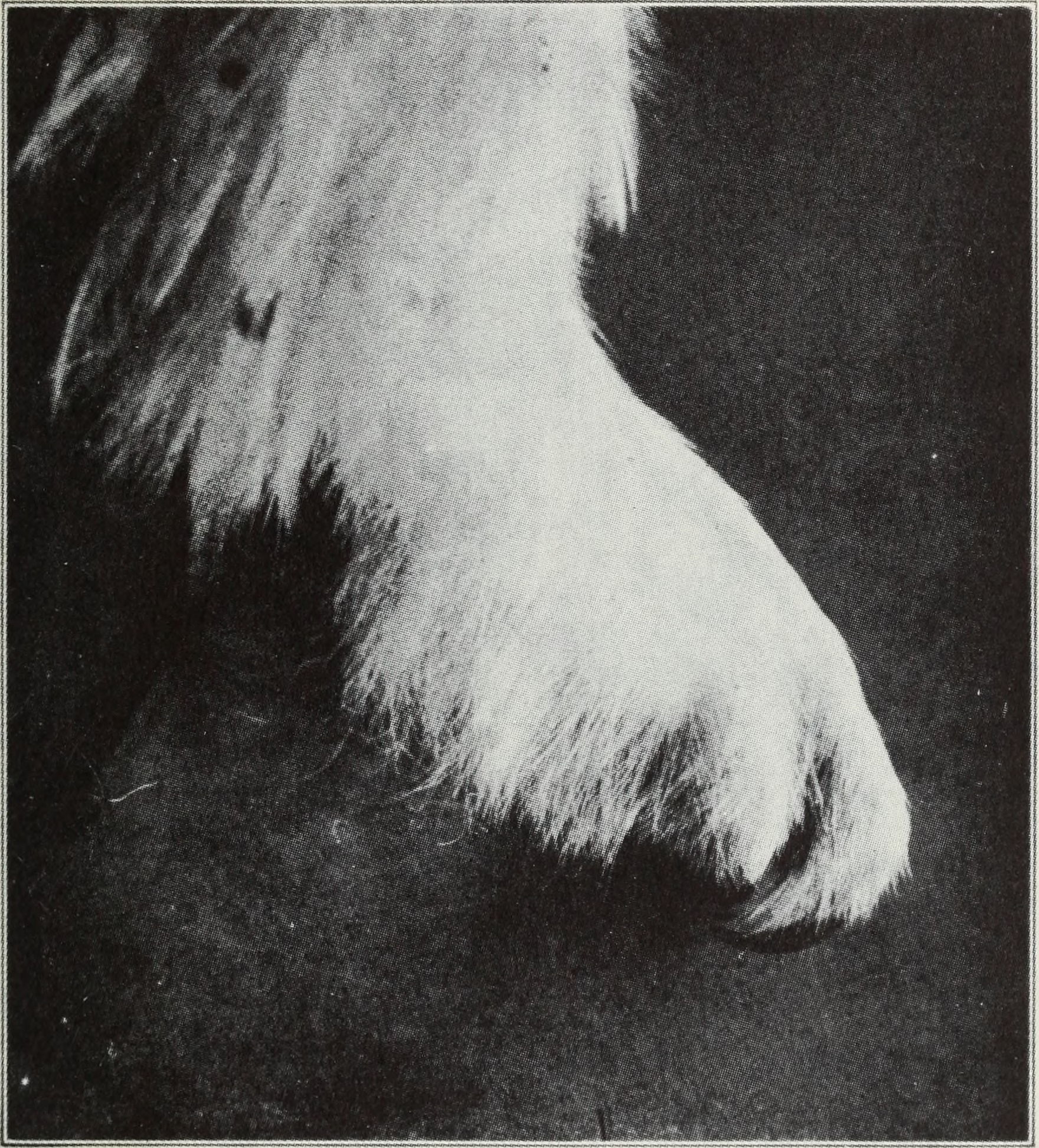
Белые совы имеют мощные лапы и длинные когти, густо покрытые оперением

Птенцы изначально серовато-белые, но быстро становятся темно-серо-коричневыми. Так молодая особь эффективно маскируется среди разноцветных лишайников, усеивающих землю тундры. Это постепенно сменяется оперением с темными полосами на белом фоне. В момент появления оперения оно часто бывает неравномерно пестрым или с темными пятнами и в основном становится сплошным темно-серо-коричневым сверху с белыми бровями и другими участками лица. Недавно оперившиеся детеныши уже могут быть определены по полу по темным отметинам на крыльях. Оперение неполовозрелых напоминает оперение взрослых самок, но в среднем немного темнее. Во время второй линьки на крыле обычно обнаруживается меньше или больше сломанных полос. Линька обычно происходит с июля по сентябрь, негнездящиеся птицы линяют позже и более интенсивно, но никогда не до такой степени, чтобы сделать сов нелетающими. Имеющиеся данные указывают на то, что белые совы могут приобретать взрослое оперение в возрасте от 3 до 4 лет, но другие источники предполагают, что некоторые самцы не полностью созрели и/или не настолько белые в оперении, как они могут стать до 9-го или 10-го года жизни. Подводя итог, можно сказать, что линька белых сов происходит быстрее, чем у евразийских филинов.
Пальцы полярной совы очень густо покрыты белыми перьями, а когти черные. Перья на пальцах ног являются самыми длинными из известных у любой совы, в среднем 33,3 мм (1,31 дюйма), по сравнению с виргинским филином, у которого перья на пальцах ног занимают второе место по длине в среднем 13 мм (0,51 дюйма).

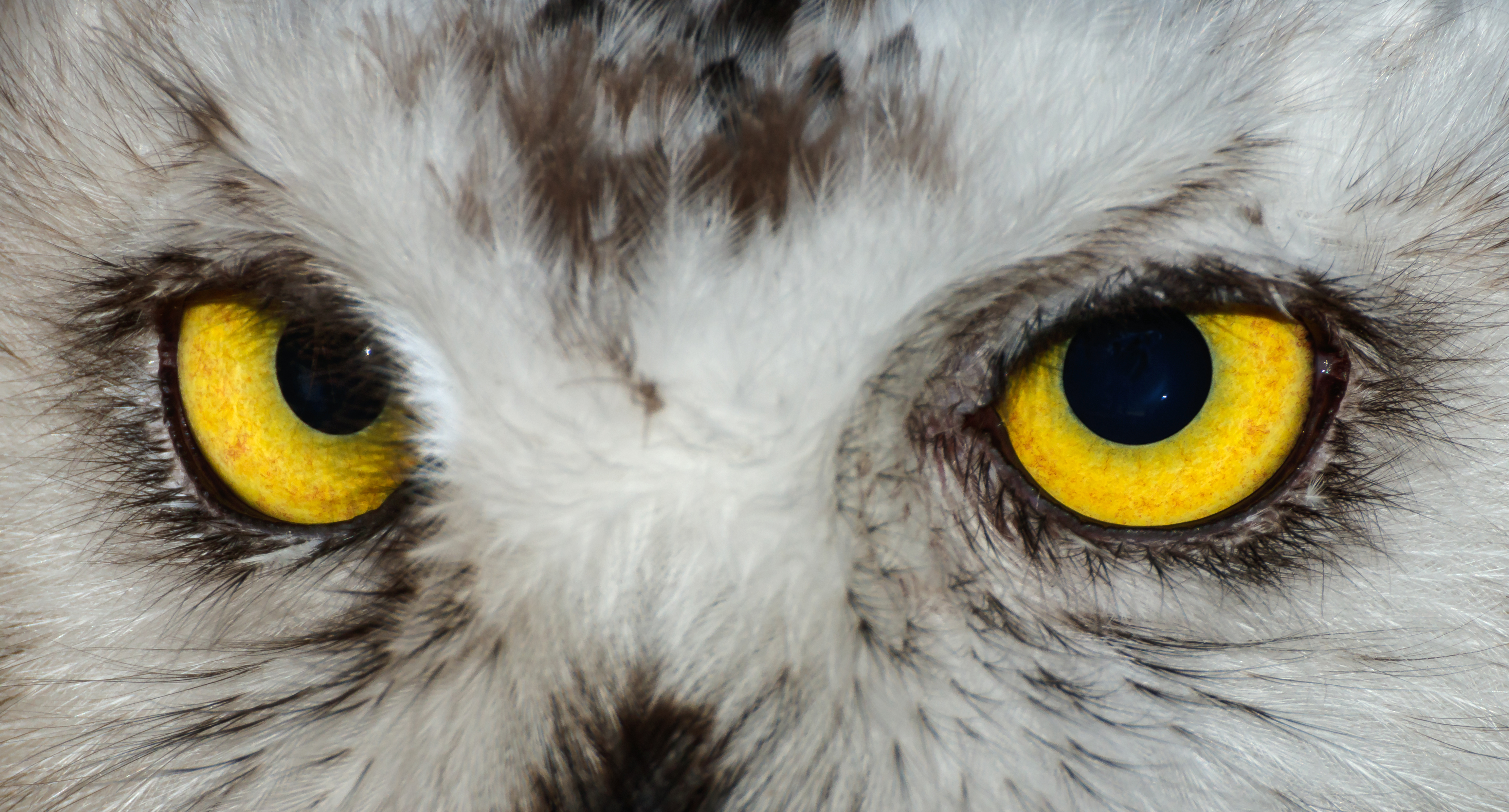
Глаза белой полярной совы

Иногда белые совы могут иметь слабый черноватый край глаз и темно-серую восковицу, хотя это часто не видно из-за покрытия перьями, и черный клюв. В отличие от многих других белых птиц, у полярной совы нет черных кончиков крыльев, которые, как предполагается, минимизируют износ перьев крыльев у других видов птиц. Заметно растопыренные основные маховые перья полярной совы, по-видимому, дают преимущество перед другими совами в дальнем полете и машущем полете. В то время как ступни иногда описываются как «огромные», предплюсна с остеологической точки зрения относительно короткая и составляет 68 % от длины предплюсны у филина, но когти даже больше. Несмотря на свою относительно небольшую длину, предплюсна такой же окружности, как и у других сов Bubo. Кроме того, по сравнению с филинами, полярная сова имеет относительно короткую изогнутую шею, пропорционально большую длину головы, клюв и гораздо более длинное склеротическое кольцо, окружающее глаза. У сов чрезвычайно большие глаза, которые у таких крупных видов, как полярная сова, почти такие же,как и у людей. Глаз полярной совы диаметром около 23,4 мм (0,92 дюйма) немного меньше, чем у виргинских и обыкновенных филинов, но немного больше, чем у некоторых других крупных сов. Белые совы могут видеть с больших расстояний и в сильно меняющихся условиях, но, вероятно, обладают менее острым ночным зрением, чем многие другие совы. Основываясь на изучении диоптрий у разных видов сов, было установлено, что зрение полярной совы лучше подходит для восприятия на большие расстояния, чем для распознавания вблизи, в то время как некоторые родственные виды, такие как виргинские филины, вероятно, могут более успешно воспринимать более близкие объекты. Несмотря на ограничения по зрению, у белых сов острота зрения может быть в 1,5 раза выше, чем у людей. Как и другие совы, белые совы, вероятно, могут воспринимать все цвета, но не могут воспринимать ультрафиолетовые зрительные пигменты. У сов самый большой мозг среди всех птиц (увеличивающийся синхронно с размером вида сов), при этом размер мозга и глаз меньше связаны с интеллектом, чем, возможно, привели к усилению ночного образа жизни и хищнического поведения.
У полярной совы есть некоторые шумоподавляющие зазубрины и гребенчатые перья на крыльях, которые делают полет большинства сов практически бесшумным, но их меньше, чем у большинства родственных сов-филинов. Поэтому в сочетании с менее мягкими перьями полет белой совы может быть несколько слышен на близком расстоянии. Полет белых сов, как правило, устойчив и прямолинеен и чем-то напоминает полет большого медленно летящего сокола. Хотя самцы иногда способны планировать, нет никаких доказательств того, что белые совы умеют парить. Имеются данные, что этот вид редко превышает высоту полета около 150 м (490 футов) даже во время перелета.

### Идентификация
Снежная сова, безусловно, одна из самых безошибочно узнаваемых сов (или, возможно, даже животных) в мире. Ни один другой вид не обладает характерным белым цветом с редкими черно-коричневыми точками, как у этих птиц, окраской, которая делает их ярко-желтые глаза еще более заметными, и не обладает их очевидным чрезвычайно длинным оперением. Единственная другая сова, размножающаяся в высоких широтах Арктики, — это болотная сова (Asio flammeus). Оба вида обитают в открытой местности, ареалы перекрываются и их часто можно увидеть днем, но короткоухая болотная сова намного меньше и имеет более желтовато-коричневый или соломенный цвет с коричневыми прожилками на груди. Даже самые бледные болотные совы заметно отличаются и темнее полярной совы; кроме того, болотная сова чаще всего охотится в продолжительных полетах. Более похожие совы, такие как обыкновенный филин и виргинский филин, достигают довольно бледного, иногда выбеленного вида у своих самых северных рас. Эти виды обычно не размножаются так далеко на севере, как белые совы, но перекрытия, безусловно, происходят, когда белые совы иногда прилетают зимой на юг. Однако даже самые бледные филины все же значительно сильнее отмечены более темными основными цветами, чем белые совы (самые белые обыкновенные филины бледнее, чем самые белые виргинские филины), обладают гораздо более крупными и более заметными кисточками на ушах, и не имеют двухцветного вида самых темных белых сов. В то время как у виргинского филина желтые глаза, как у полярной совы, у обыкновенного филина, как правило, ярко-оранжевые глаза. Среды обитания на открытой местности, обычно используемые зимующими белыми совами, также отличаются от типичных краевых и скалистых мест обитания, которые обычно предпочитают виргинские и обыкновенные филины соответственно.

### Вокализация
Голос — отрывистый, лающие и каркающие крики, также имеет место характерное для всех филинов уханье; в сильном возбуждении издают высокие верещащие трели. Обычно полярные совы молчаливы вне сезона размножения. Белая сова отличается своими криками от других филинов тем, что их звуки звучат гораздо сильнее и громче, чем «улюлюкающие» песни вторых. Возможно, было зарегистрировано до 15 различных криков взрослых белых сов. Основная вокализация представляет собой монотонную последовательность, обычно содержащую от 2 до 6 (но иногда и больше) грубых нот, похожих на ритм лающей собаки: «крух-крох-крух-крух». Крик может заканчиваться выразительным «а-а-а-у», чем-то напоминающим глубокий тревожный крик большой черноспинной чайки (Larus marinus). Полярные совы кричат в основном с земли, но иногда делают это и в полете. Первоначально детеныши полярной совы издают высокий и тихий призыв, требуя пищи, который примерно через 2 недели перерастает в сильный хриплый крик. Когда молодые совы покидают гнездо примерно через 3 недели, пронзительный визг, который они издают, может позволить матерям найти их.

## Распространение
Водится циркумполярно в зоне тундр Евразии, Северной Америки, Гренландии и на некоторых островах Северного Ледовитого океана. Частично кочующая птица.

Белая сова гнездится в арктической тундре самых северных районов Аляски, Северной Канады и Евросибири, севернее 60° северной широты, хотя иногда до 55°. Но колебания популяции ее видов-жертв могут вынудить ее переселиться, и тогда она размножается в более южных широтах. Хотя общий ареал размножения включает немногим более 12 000 000 км2 (4 600 000 квадратных миль), только около 1 300 000 км2 (500 000 квадратных миль) имеют высокую вероятность размножения, то есть размножения с интервалом не более 3-9 лет.. 

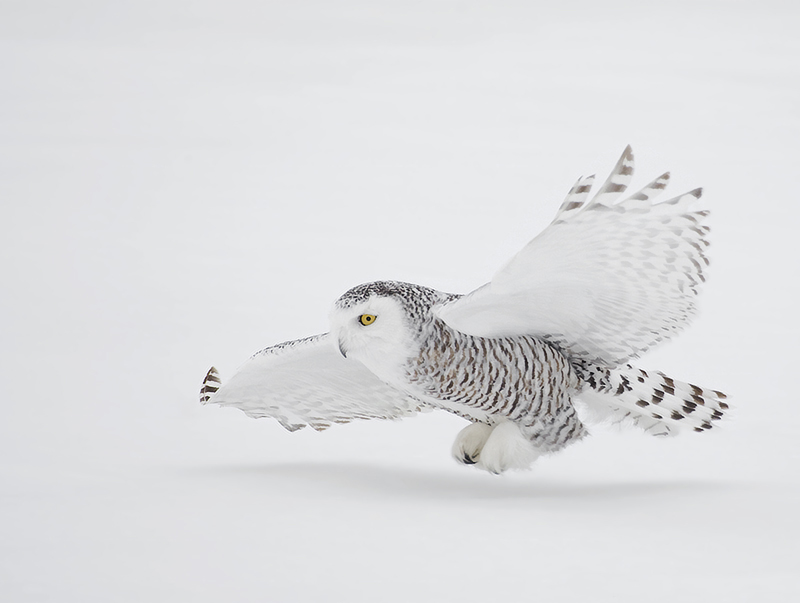
Белая сова. Канада

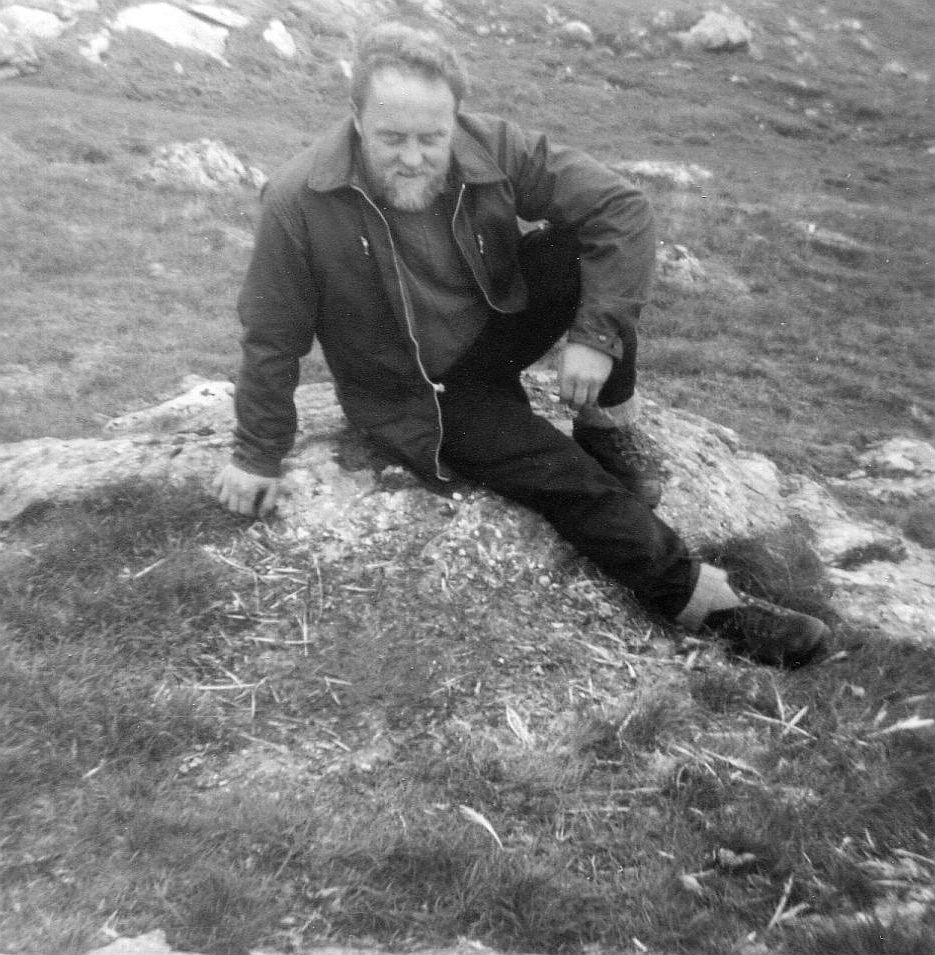
, надзиратель Шетландского RSPB, на месте гнездования белой совы на острове Фетлар, Шетландские острова, в августе 1967 года.

Между 1967 и 1975 годами белые совы размножались на отдаленном острове Фетлар на Шетландских островах к северу от материковой части Шотландии, обнаруженном надзирателем Шетландского RSPB Бобби Таллохом (см. иллюстрацию справа). Самки летали совсем недавно, в 1993 году, но теперь они очень редки. Более старые записи показывают, что белые совы, возможно, когда-то полурегулярно размножались в других местах на Шетландских островах. Они обитают в северной Гренландии (в основном на Земле Пири) и, реже, в «изолированных частях высокогорья» Исландии. Таким же образом они иногда размножаются в северной части Евразии, например, на Шпицбергене, в западной и северной Скандинавии. В Норвегии они обычно размножаются в Тромс-ог-Финнмарк и редко заходят так далеко на юг, как Хардангервидда, а в Швеции, возможно, вплоть до Скандинавских гор, в то время как размножение в Финляндии очень непоследовательно.
Они также обитают на большей части севера России, включая север Сибири, Анадырь, Корякский АО, Таймырский полуостров, Югорский полуостров, Якутию (особенно озеро Чукочье) и Сахалин. Также спорадически сообщается о гнездовании на юге Республики Коми и даже на реке Кама на юге Пермского края. Хотя Кольский полуостров считается частью обычного ареала, гнездования белых сов на Кольском полуострове не было с начала 1980-х; Точно так же карты размножения показывают места в Архангельской области и на Пай-Хойском хребте, но ни о каких данных о размножении в них не известно как минимум 30 лет. Белые совы обитают на большей части арктических островов России, таких как Новая Земля , Северная Земля, Новосибирские острова, остров Врангеля, Командорский и Холл острова.

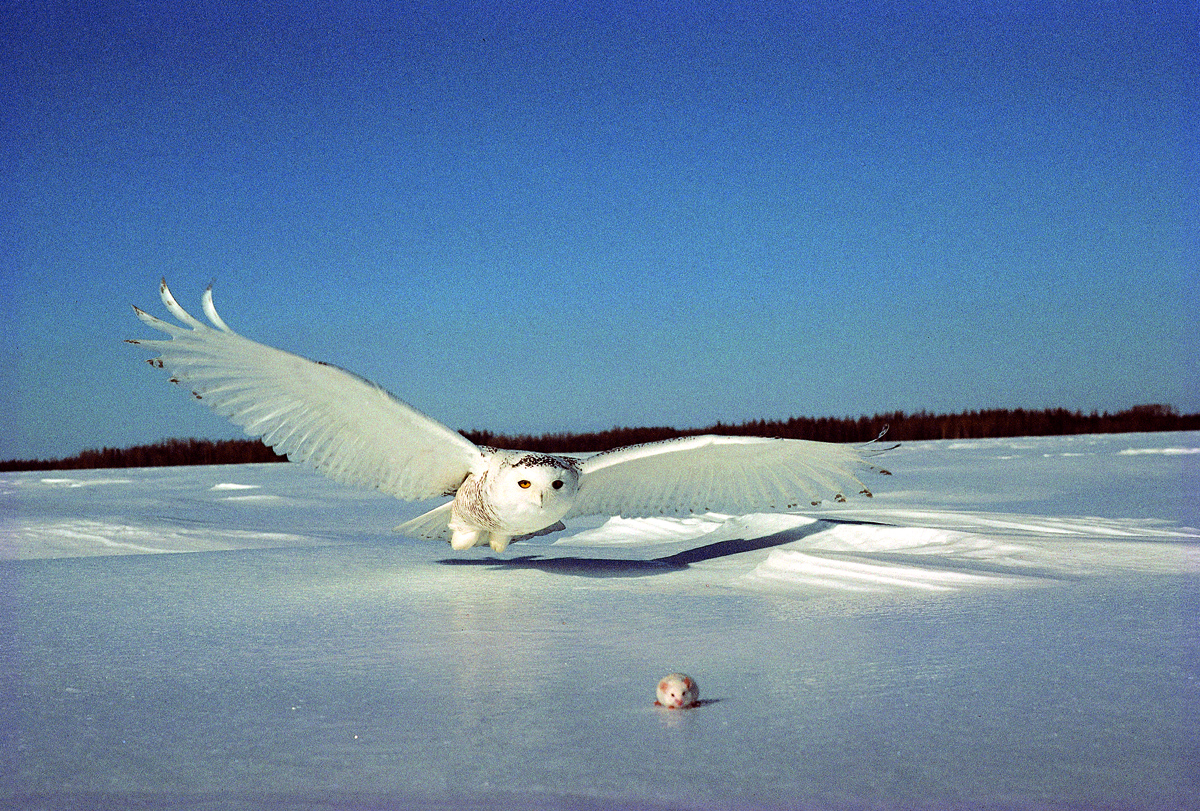
Белая сова охотится на грызуна

## Образ жизни и питание
Белая сова распространена по всей зоне тундр. На зиму в поисках пищи откочёвывает до зоны лесотундры и степей; в лесах встречается редко. На зимовках придерживается открытых участков; иногда залетает в поселения. Начинаются кочёвки в сентябре — октябре; на юге сова остаётся до марта — апреля. Некоторые особи остаются в местах гнездования и на зиму, выбирая участки с небольшим покрытием снега и льда.
Белая сова — активный хищник. Основу её питания составляют мышевидные грызуны, в первую очередь лемминги. За год одна сова съедает более 1600 леммингов. Ловит также зайцев, пищух, мелких хищников (горностай), птиц (белых куропаток, гусей, уток), не пренебрегает рыбой и падалью. Сова не охотится вблизи гнезда, поэтому птицы охотно селятся поблизости от сов, которые защищают свою территорию от других хищников.
Охотится белая сова, главным образом, сидя на земле, предпочтительно на возвышении, и бросаясь на приближающуюся добычу. В сумерках иногда охотится и на лету, трепеща на одном месте в воздухе, подобно пустельге. Хотя белая сова и не строго ночная птица, всё же охотничьи вылеты обычно падают на раннее утро или вечер. Жертву обычно преследует в угон. Мелкую добычу совы заглатывают целиком, крупную уносят к себе и уже на месте разрывают на куски когтями.

## Размножение

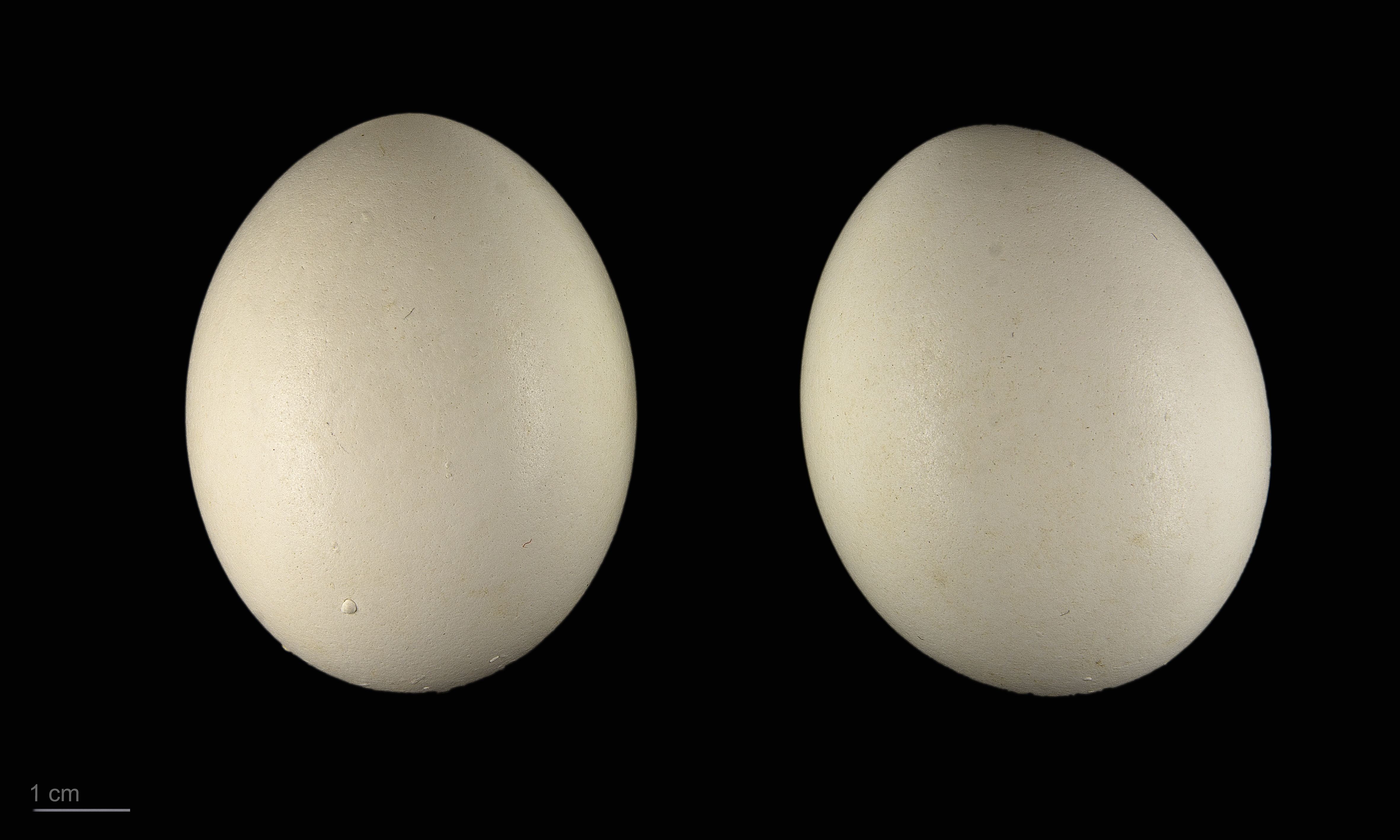
Яйца Bubo scandiacus (Тулузский музеум)

Брачный сезон в середине-конце мая, сопровождается сложными ухаживаниями. В некоторых районах полярные совы сохраняют постоянные пары на протяжении многих лет; в других пара остаётся вместе только на время одного гнездового сезона.
Гнездятся совы как на возвышенных местах, так и в низких, но предпочтение отдают высоким холмам и сухому грунту, так как птица начинает кладку, когда местность ещё покрыта снегом. Гнездо — простая ямка в земле, которую сова выстилает мхом, растительной ветошью и пухом. Гнездовые территории варьируют от 1 до 6 км2; совы атакуют хищников уже на расстоянии 1 км от гнёзда. Совы придерживаются старых мест гнездования из года в год, если условия не заставляют их искать другие охотничьи угодья.
Откладка яиц в мае. В кладке обычно 3-11 яиц; в кормные годы — до 11—16. Интенсивное размножение белой совы наблюдается в годы обилия основного её корма — леммингов; когда леммингов мало, число яиц в кладке меньше, а иногда белая сова совсем не гнездится. Яйца белые, самка откладывает их по одному в день — два. В случае утери кладки сова больше не гнездится в этот год. Самка насиживает кладку в течение 32—34 дней, самец носит ей и выводку добычу. Птенцы вылупляются по одному в день, поэтому птенцы в гнезде разновозрастны и младшие часто не выживают. С вылуплением нескольких птенцов сова начинает покидать гнездо для кормёжки; в этом случае яйца и младших птенцов согревают старшие. На крыло совята становятся на 51—57 день.
В природе живут 9 лет, в условиях содержания — 28 лет. Их естественные враги — лисы и поморники, а также песцы, которые поедают птенцов и яйца.

## В культуре
- Полярная сова изображена на флаге и гербе г. Новый Уренгой Ямало-Ненецкого автономного округа.
- Полярная сова — официальный символ провинции Квебек (Канада).
- Полярная сова изображена на гербе Кайеркана (ныне — район Норильска).
- В серии романов о Гарри Поттере (позднее — в серии фильмов) есть белая сова по кличке Букля (Хедвига). Эта птица принадлежала Гарри Поттеру и была почтовой.
- В полнометражном мультфильме «Пингвины Мадагаскара» среди персонажей есть белая сова Ева.
- В фильме Легенды ночных стражей фигурируют белые совы Борон и Барран.
- Название «Полярная сова» носит в России одна из исправительных колоний для осуждённых на пожизненное лишение свободы.

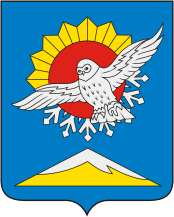
Герб Кайеркана
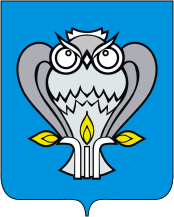
Герб Нового Уренгоя
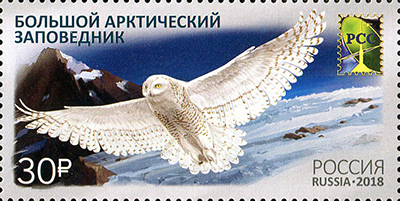
Почтовая марка России, 2018 год. Серия Заповедники. Белая сова на фоне пейзажа Большого Арктического заповедника.

## Экологическое значение
Полярные совы играют одну из ключевых ролей в тундровой биоте, будучи одним из главных истребителей грызунов, а также фактором успешного гнездования некоторых тундровых птиц. Используя крайнюю агрессивность белых сов при защите гнездовой территории, на ней гнездятся утки, гуси, казарки, кулики. Совы не трогают птиц, зато успешно прогоняют со своей территории песцов, разоряющих гнёзда.

## Статус популяции и охрана
В целом полярная сова — немногочисленный, а местами (на острове Врангеля) — обычный вид. Достигает плотности гнездования 40—55 пар на 100 км2. Вид внесён в Приложение II Конвенции CITES.